# 阿弗巴赫河
50°0′39.05″N 9°12′15.23″E / 50.0108472°N 9.2042306°E

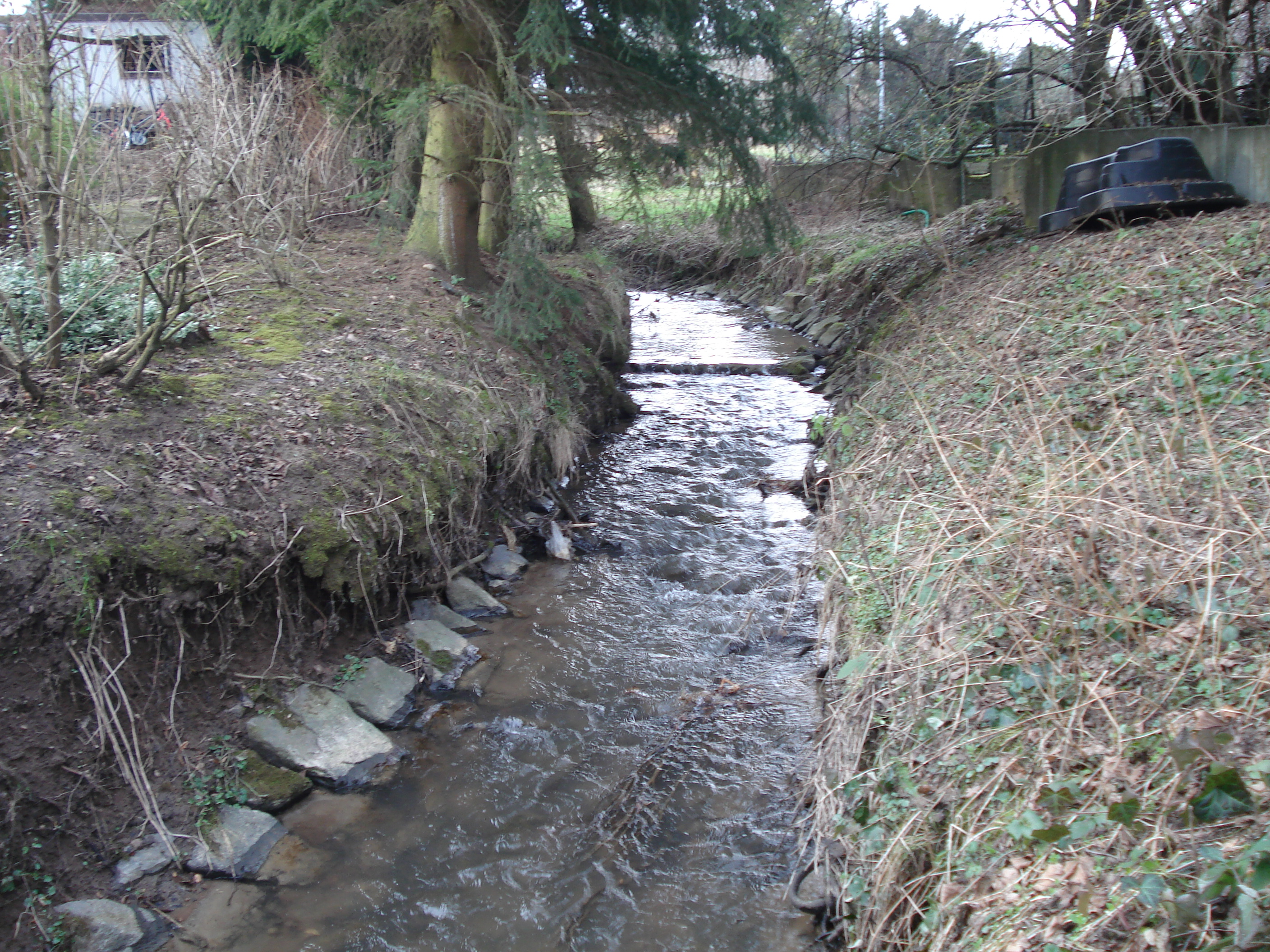

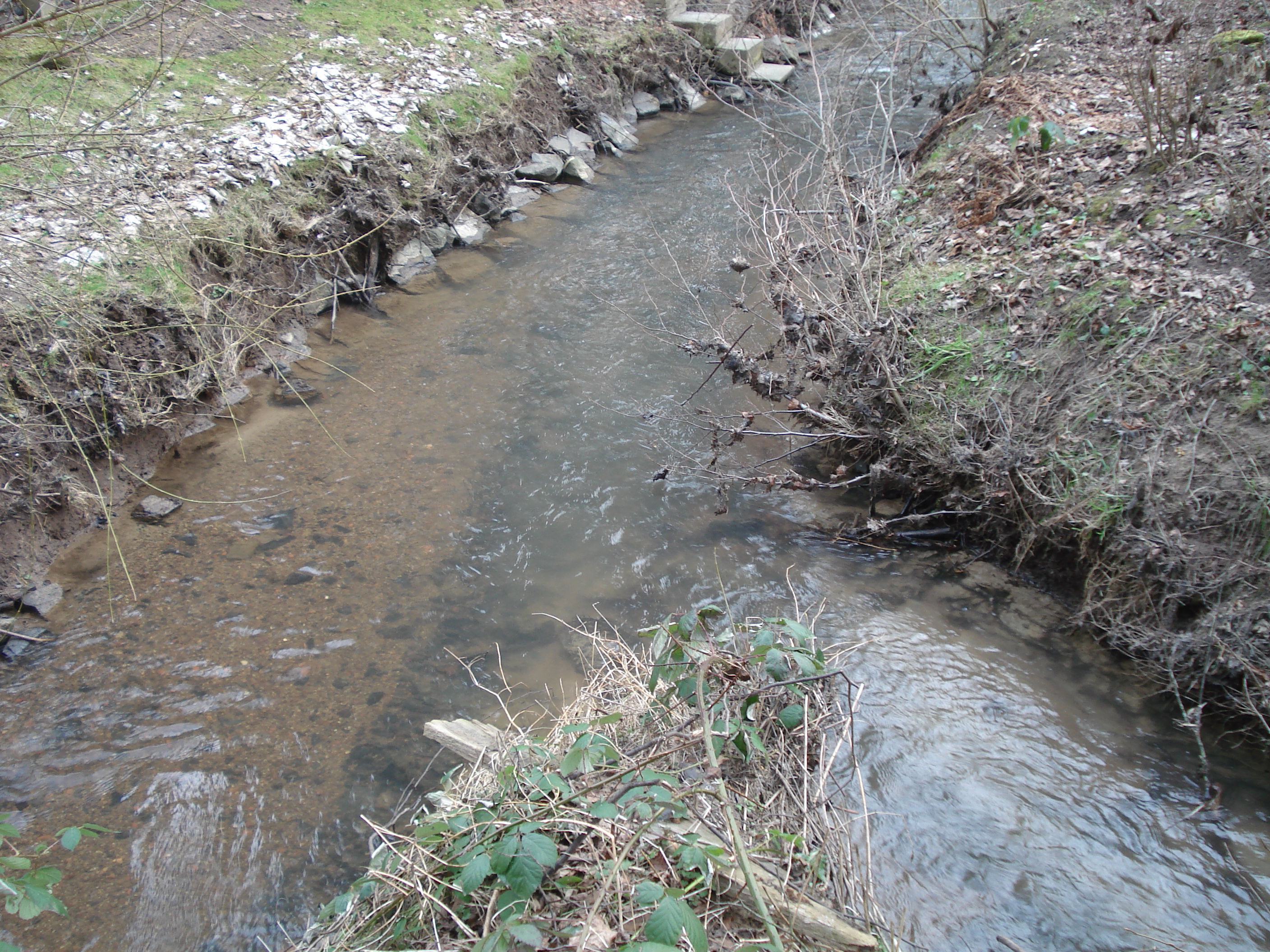

阿弗巴赫河（德語：Afferbach），是德國的河流，位於該國東南部，由巴伐利亞負責管轄，屬於赫斯巴赫河的右支流，河道全長5.6公里，流域面積6.1平方公里。